# Elmira Jackals
Die Elmira Jackals waren eine US-amerikanische Eishockeymannschaft aus Elmira, New York. Das 2000 gegründete Team spielte zuletzt bis 2017 in der ECHL.

## Geschichte
Die Elmira Jackels wurden 2000 als Franchise der United Hockey League gegründet. In dieser war ihr größter Erfolg das Erreichen des Playoff-Finales um den Colonial Cup 2002 und 2004. Bei beiden Finalteilnahmen unterlagen sie jedoch den Muskegon Fury. Nachdem sie anschließend drei Mal in Folge die Playoffs in der UHL verpasst hatten, wechselten die Jackals 2007 in die ECHL, in der sie seither antreten. In der ECHL erreichte das Team aus dem US-Bundesstaat New York in ihren ersten beiden Spielzeiten jeweils die zweite Runde in den Playoffs um den Kelly Cup. In diesen scheiterten sie zunächst in der Saison 2007/08 nach einem Freilos an den Reading Royals sowie 2008/09 nach einem Erstrundenerfolg über die Trenton Devils an den Cincinnati Cyclones.
Nach der Saison 2016/17 stellte man den Spielbetrieb ein.

## Saisonstatistik (ECHL)
Abkürzungen: GP = Spiele, W = Siege, L = Niederlagen, T = Unentschieden, OTL = Niederlagen nach Overtime SOL = Niederlagen nach Shootout, Pts = Punkte, GF = Erzielte Tore, GA = Gegentore, PIM = Strafminuten
| Saison  | GP | W  | L  | T | OTL | SOL | Pts | GF  | GA  | Platz        | Playoffs                        |
| 2007/08 | 72 | 41 | 24 | — | 3   | 4   | 89  | 245 | 219 | 2., North    | Niederlage in der zweiten Runde |
| 2008/09 | 72 | 39 | 26 | — | 2   | 5   | 85  | 235 | 232 | 3., North    | Niederlage in der zweiten Runde |
| 2009/10 | 72 | 37 | 26 | — | 6   | 3   | 83  | 275 | 231 | 1., East     | Niederlage in der ersten Runde  |
| 2010/11 | 72 | 32 | 30 | — | 7   | 3   | 74  | 249 | 264 | 2., Atlantic | Niederlage in der ersten Runde  |
| 2011/12 | 72 | 45 | 22 | — | 2   | 3   | 95  | 228 | 204 | 1., Atlantic | Niederlage in der zweiten Runde |
| 2012/13 | 72 | 40 | 25 | — | 3   | 4   | 87  | 247 | 220 | 2., Atlantic | Niederlage in der ersten Runde  |
| 2013/14 | 72 | 24 | 40 | — | 3   | 5   | 56  | 176 | 252 | 3., Atlantic | Playoffs verpasst               |

## Team-Rekorde (ECHL)

### Karriererekorde
Spiele: 204  Rob Bellamy
Tore: 69  Justin Donati
Assists: 129  Justin Donati
Punkte: 198  Justin Donati
Strafminuten: 476  Chaz Johnson
(Stand: Saisonende 2013/14)

## Bekannte Spieler
- Louie Caporusso
- J. D. Forrest
- Derek Hahn
- Riku Helenius
- Paul Manning
- Craig Rivet
- Marc St. Jean
- Kevin Quick